# Смовдь кримська
{{#ifeq:0|0|{{#if:Peucedanum tauricum|{{#if:|[[]}}|[[]]}}}}
Смовдь кримська (Peucedanum tauricum) — вид квіткових рослин родини окружкових (Apiaceae).

## Біоморфологічна характеристика
Це багаторічна рослина 40–80 см заввишки. Прикореневі та нижні стеблові листки багаторазово трійчасто розсічені; кінцеві часточки їх жорсткі, лінійні, 1.5–4 см × 1–2 мм. Парасольки 3–8 см у діаметрі, з 17–21 променями. Плоди еліпсоподібні, ≈ 4 × 4.5 мм.

## Поширення
Крим, Північний Кавказ, Румунія.
В Україні вид зростає на сухих схилах — у гірському Криму, зрідка.